# Giải bóng đá Hạng Ba Quốc gia 2017
Giải bóng đá Hạng Ba Quốc gia 2017 là mùa giải thứ mười ba của giải bóng đá thuộc hệ thống các giải bóng đá Việt Nam (sau V.League 1, V.League 2 và giải hạng Nhì) do VFF tổ chức hàng năm.

## Thay đổi đội bóng
Danh sách các đội bóng có sự thay đổi so với mùa giải 2016.
| Đội bóng mới - Bà Rịa Vũng Tàu - Công An Nhân Dân B - Đồng Nai - Kiên Giang - Quảng Ngãi Xuống hạng từ giải Hạng Nhì 2016 - Vĩnh Long | Thăng hạng lên giải Hạng Nhì 2017 - Phù Đổng - Kon Tum Không tham gia mùa giải này - Hà Nội T&T C |

## Điều lệ
Giải bóng đá hạng ba quốc gia 2017 sẽ diễn ra từ ngày 3 tháng 10 đến ngày 9 tháng 10 năm 2017 với các đội bóng bao gồm Công An Nhân Dân B, Nam Định B, Quảng Ngãi, Bà Rịa Vũng Tàu, Đồng Nai, Kiên Giang, Vĩnh Long. Bảy đội bóng chia làm 2 bảng A và B, mỗi bảng sẽ thi đấu vòng tròn một lượt tính điểm số để xếp hạng. Đội xếp thứ nhất và thứ nhì ở mỗi bảng giành quyền thăng hạng lên chơi tại Giải hạng nhì 2018.

## Lịch thi đấu và kết quả thi đấu
Dưới đây là lịch thi đấu chính thức cũng như kết quả chi tiết các trận đấu:

### Vòng 1
| 3 tháng 10 năm 2017 | Công An Nhân Dân B                                                                                      | 2–3 | Nam Định B | Sân Hà Đông, Hà Nội                          |  |
| 15:00               | Hà Văn Phương (27) 22' · Đỗ Ngọc Trọng (11) 82' · Nguyễn Thanh Long (29) 59' · Nguyễn Hữu Thực (15) 72' |     | Đoàn Thế Chiến (11) 47' · Hoàng Xuân Tân (10) 52' · Đoàn Thanh Trường (18) 54' · Ngô Đức Huy (5) 28' · Trần Quốc Duy (7) 90+2' | Lượng khán giả: 100 Trọng tài: Ngô Đức Trung |  |

| 3 tháng 10 năm 2017 | Vĩnh Long                                                                | 1–1 | Đồng Nai                                                                  | Sân Thành Long I, Thành phố Hồ Chí Minh |  |
| 15:00               | Trần Đình Trường (8) 87' · Trần Đình Trường (8) 10' · Hà Tấn An (13) 51' |     | Lý Hùng Thành (9) 34' · Lê Ngọc Quang (10) 33' · Lê Ngọc Thái (5) 10' 83' | Trọng tài: Nguyễn Minh Tuấn             |  |

| 3 tháng 10 năm 2017 | Bà Rịa Vũng Tàu | 3–1 | Kiên Giang | Sân Thành Long I, Thành phố Hồ Chí Minh |  |
| 17:00               | Lê Công Thịnh (19) 41' · Võ Văn Tánh (13) 45+2' · Lại Đức Anh (11) 82' · Thái Bá Sang (4) 26' · Nguyễn Đoàn Trung Nhân (22) 49' · Đặng Văn Lâm (8) 55' · Võ Văn Tánh (13) 90+1' |     | Nguyễn Minh Chứa (6) 52' · Nguyễn Thế Anh (7) 42' · Nguyễn Văn Tính (3) 59' · Lê Công Thịnh (19) 75' · Trương Văn Hậu (4) 84' · Nguyễn Đức Thuần (5) 90+1' | Trọng tài: Nguyễn Anh Vũ                |  |

### Vòng 2
| 6 tháng 10 năm 2017 | Nam Định B                                                                                          | 1–0 | Quảng Ngãi                                  | Sân Hà Đông, Hà Nội    |  |
| 15:00               | Mai Xuân Quyết (7) 24' · Ngô Đức Huy (5) 54' · Nguyễn Bình Minh (4) 78' · Trần Hữu Hoàng (15) 90+3' |     | Võ Văn Toàn (23) 70' · Hà Đức Ngọc (18) 87' | Trọng tài: Hà Văn Thức |  |

| 6 tháng 10 năm 2017 | Đồng Nai                                                                                             | 2–1 | Kiên Giang                                                                        | Sân Thành Long I, Thành phố Hồ Chí Minh |  |
| 15:00               | Lê Hữu Phát (19) 10' · Võ Hoàng Minh Nhật (11) 88' · Nguyễn Vũ Ân (16) 39' · Lý Hùng Thành (9) 90+5' |     | Danh Cao Hoàng Phong (27) 43' · Võ Ngọc Thương (10) 27' · Ngô Văn Sinh (16) 90+2' | Trọng tài: Trần Ngọc Nhớ                |  |

| 6 tháng 10 năm 2017 | Vĩnh Long              | 0–2 | Bà Rịa Vũng Tàu                                        | Sân Thành Long I, Thành phố Hồ Chí Minh |  |
| 17:00               | Phan Nhật Tân (21) 53' |     | Nguyễn Đoàn Trung Nhân (22) 42' · Lại Đức Anh (11) 62' | Trọng tài: Phan Văn Tuấn                |  |

### Vòng 3
| 9 tháng 10 năm 2017 | Quảng Ngãi                                                                   | 1–0 | Công An Nhân Dân B                                                            | Sân Hà Đông, Hà Nội                        |  |
| 15:00               | Nguyễn Minh Thuận (20) 15' · Võ Văn Toàn (23) 25' · Trần Phúc Thiện (16) 32' |     | Đỗ Ngọc Trọng (11) 21' · Nguyễn Đức Anh (17) 32' · Nguyễn Thanh Long (29) 52' | Lượng khán giả: 100 Trọng tài: Hà Văn Thức |  |

| 9 tháng 10 năm 2017 | Kiên Giang              | 0–5 | Vĩnh Long | Sân Thành Long I, Thành phố Hồ Chí Minh |  |
| 15:00               | Huỳnh Hồng Duy (18) 59' |     | Nguyễn Điệp Thành Khang (12) 12', 45+1', 73', 79' · Tô Hoài Phong (7) 56' · Hồ Chí Hơn (9) 66' · Phan Nhật Tân (21) 90+2' | Trọng tài: Nguyễn Anh Vũ                |  |

| 9 tháng 10 năm 2017 | Bà Rịa Vũng Tàu                                                                               | 3–2 | Đồng Nai                    | Sân Thành Long I, Thành phố Hồ Chí Minh |  |
| 17:00               | Lại Đức Anh (11) 6' · Nguyễn Văn Việt (7) 23' · Trần Đình Tiến (9) 80' · Thái Bá Sang (4) 84' |     | Lê Ngọc Quang (10) 83', 89' | Trọng tài: Phan Văn Tuấn                |  |

## Bảng xếp hạng

### Bảng A
| VT | Đội                | ST | T | H | B | BT | BB | HS | Đ | Thăng hạng hoặc xuống hạng    |
| -- | ------------------ | -- | - | - | - | -- | -- | -- | - | ----------------------------- |
| 1  | Nam Định B         | 2  | 2 | 0 | 0 | 4  | 2  | +2 | 6 | Thăng hạng giải Hạng Nhì 2018 |
| 2  | Quảng Ngãi         | 2  | 1 | 0 | 1 | 1  | 1  | 0  | 3 | Thăng hạng giải Hạng Nhì 2018 |
| 3  | Công An Nhân Dân B | 2  | 0 | 0 | 2 | 2  | 4  | −2 | 0 |                               |

### Bảng B
| VT | Đội             | ST | T | H | B | BT | BB | HS | Đ | Thăng hạng hoặc xuống hạng    |
| -- | --------------- | -- | - | - | - | -- | -- | -- | - | ----------------------------- |
| 1  | Bà Rịa Vũng Tàu | 3  | 3 | 0 | 0 | 8  | 3  | +5 | 9 | Thăng hạng giải Hạng Nhì 2018 |
| 2  | Vĩnh Long       | 3  | 1 | 1 | 1 | 6  | 3  | +3 | 4 | Thăng hạng giải Hạng Nhì 2018 |
| 3  | Đồng Nai        | 3  | 1 | 1 | 1 | 5  | 5  | 0  | 4 |                               |
| 4  | Kiên Giang      | 3  | 0 | 0 | 3 | 2  | 10 | −8 | 0 |                               |

## Tổng kết
Các đội bóng thăng hạng:
- Nam Định B và Quảng Ngãi (Bảng A)
- Bà Rịa Vũng Tàu và Vĩnh Long (Bảng B)